# Priscula chejapi
Priscula chejapi là một loài nhện trong họ Pholcidae. Loài này được phát hiện ở Venezuela.